# Józef Simmler

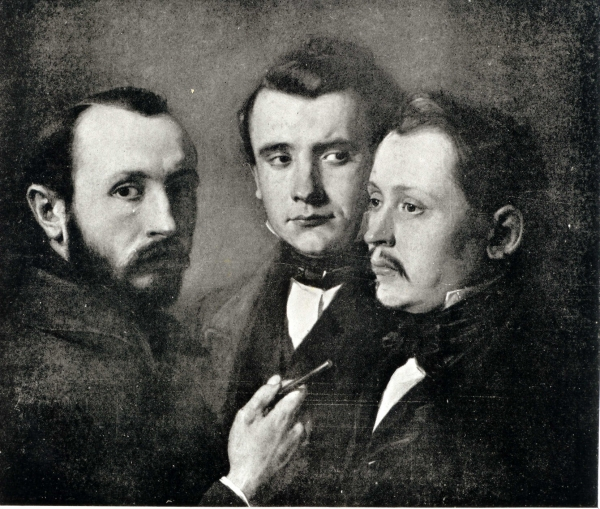
Józef Simmler (balra) és testvérei portréja (1850 körül)

Józef Simmler (Varsó, 1823. március 14. – Varsó, 1868. március 1.) lengyel festő, aki klasszikus stílusáról és portréiről ismert, a realizmus kiemelkedő lengyelországi képviselője.

## Élete
Jómódú német protestáns családból származott. Szülővárosa után – tehetős családjának köszönhetően – Drezdában, Münchenben és Párizsben folytatta a tanulmányait.
1860-ban készült az egyik legismertebb alkotása a Radziwiłł Barbara halála (Śmierć Barbary Radziwiłłówny) című képe. A festmény óriási népszerűségre tett szert, amikor 1861-ben a varsói székhelyű Szépművészeti Társaság kiállította, az alkotás a Varsói Nemzeti Múzeumban látható. További híres festményei: Edward király gyermekei (1847) és Egy nemesember papagájjal (1859).
Legfőbb hozzájárulása a lengyel művészethez az az emberség, amelyet festményei sugalltak. Különösen tehetséges portréfestő volt. A Franciaországban elterjedt festészeti stílusokat felhasználva olyan műveket készített, amelyek lehetővé tették a közönség számára, hogy betekintést nyerjenek a múltba. Festményei azonban többek voltak, mint a történelem egyszerű reprodukciói. A mesteri alkotások az együttérzés, a rettegés és a gyengédség mély érzését is átadták.
Két héttel a negyvenötödik születésnapja előtt halt meg tífuszban, és 1868. március 4-én temették el a varsói evangélikus-református temetőben.
Lányának sógora Eduard Strasburger, a híres lengyel-német botanikus. Simmler egyik unokája Henryk Leon Strasburger, a Nemzetek Szövetsége lengyel küldöttje volt.

## Művei (válogatás)
- Śmierć Barbary Radziwiłłówny (Radziwiłł Barbara halála, 1860)
- Portret dziewczynki z rodziny Romanowskich (A Romanowski családból származó lány portréja, 1851)
- Portret Jadwigi Łuszczewskiej (Jadwiga Łuszczewska portréja, 1855)
- Szlachcic z papugą (Egy nemesember papagájjal, 1859)
- Przysięga królowej Jadwigi (Hedvig királynő esküje, 1867)
- Portret Emilii Włodkowskiej (Emilia Włodkowska portréja, 1865)

## Képgaléria

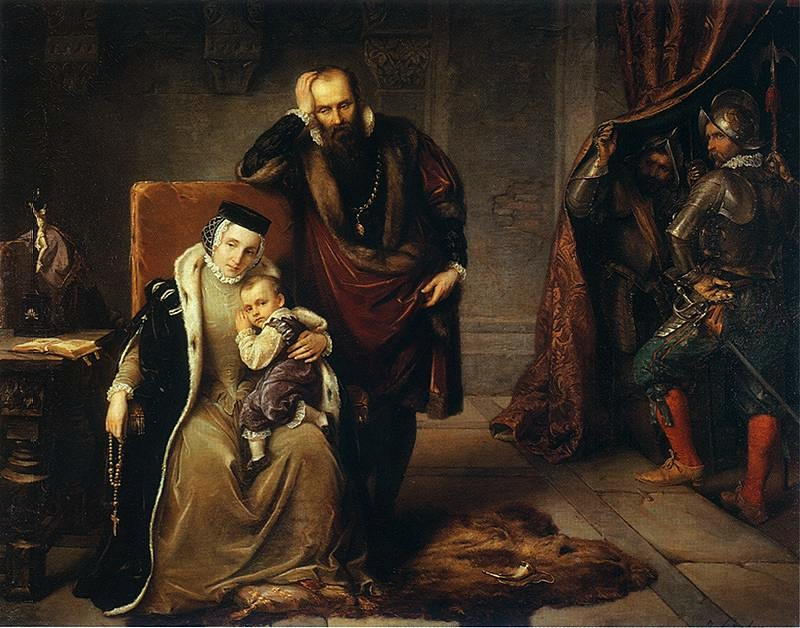
Jagelló Katalin a fiával, Zsigmonddal a gripsholmi börtönben (1859)
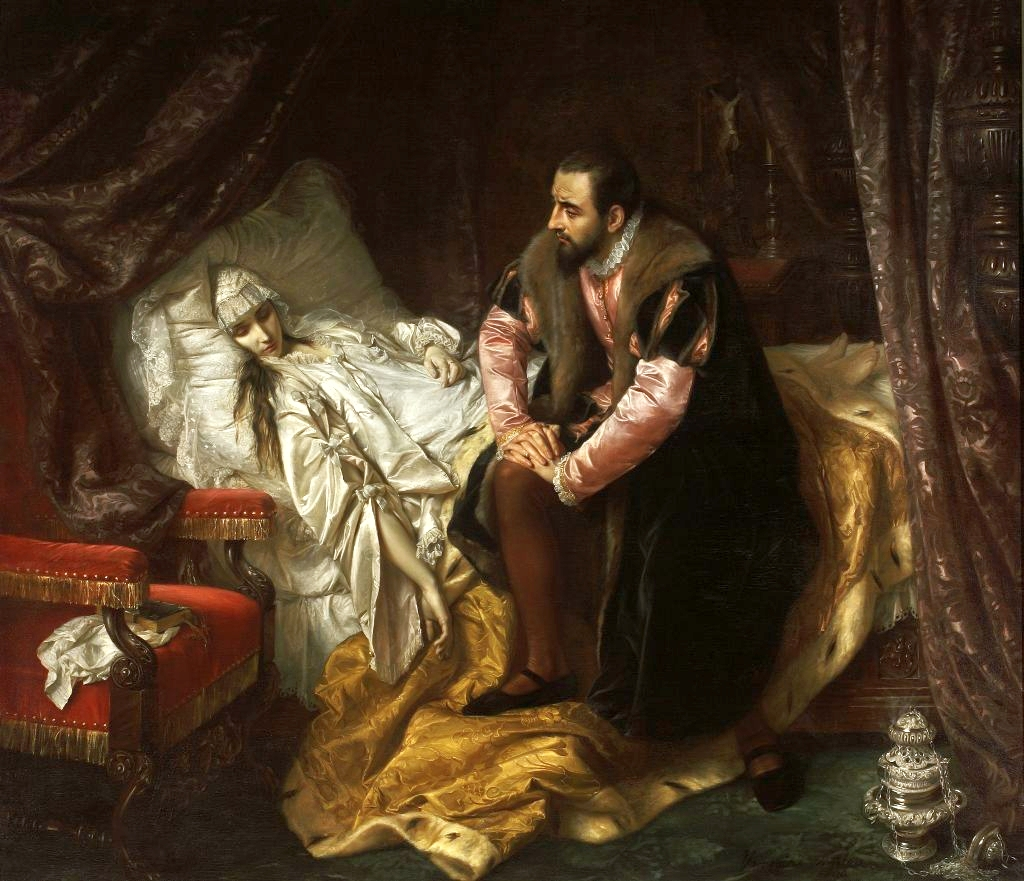
Radziwiłł Barbara halála (1860)
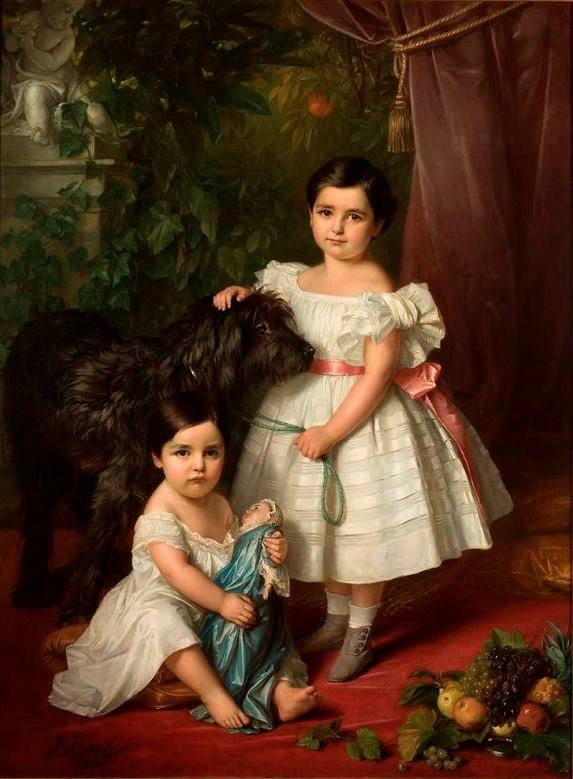
A Kronenberg nővérek portréja (1860)
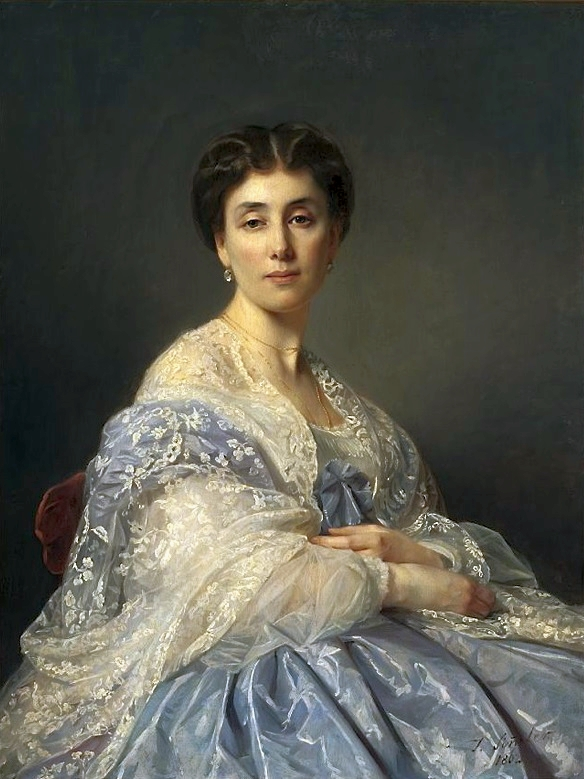
Aleksandra Zatlerowa (1862)
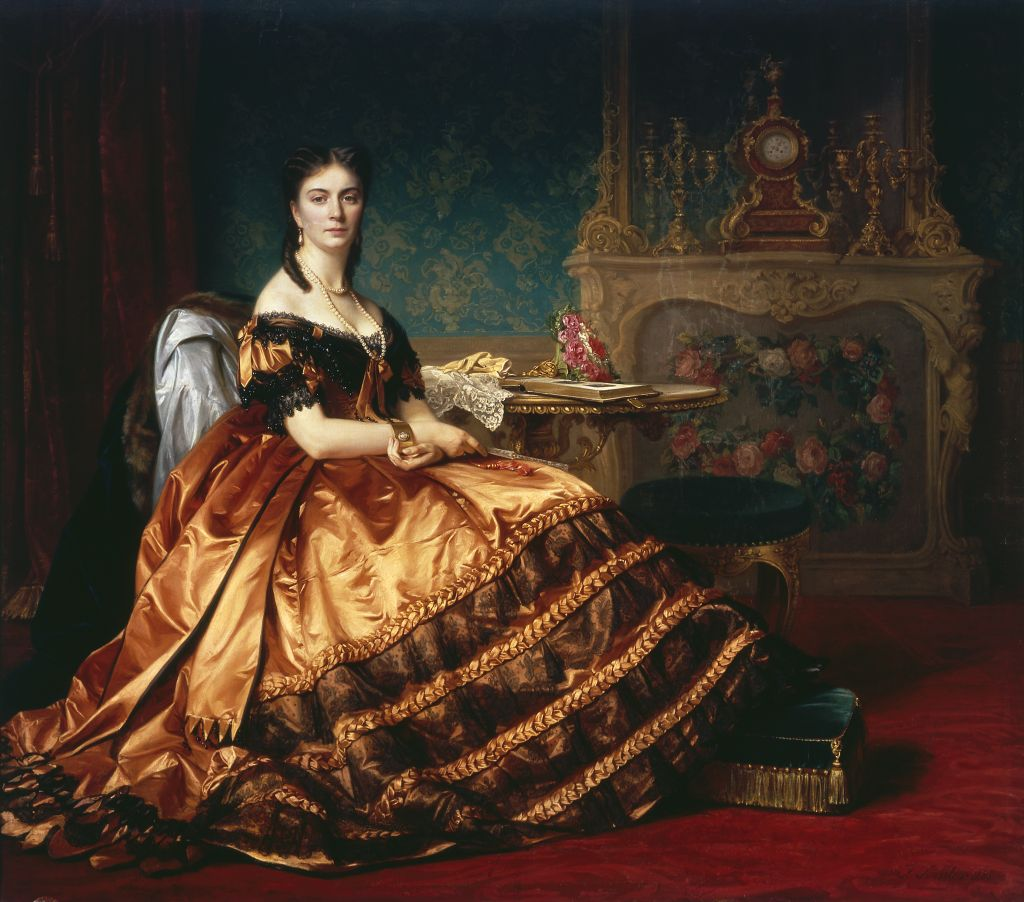
Emilia Włodkowska (1865)
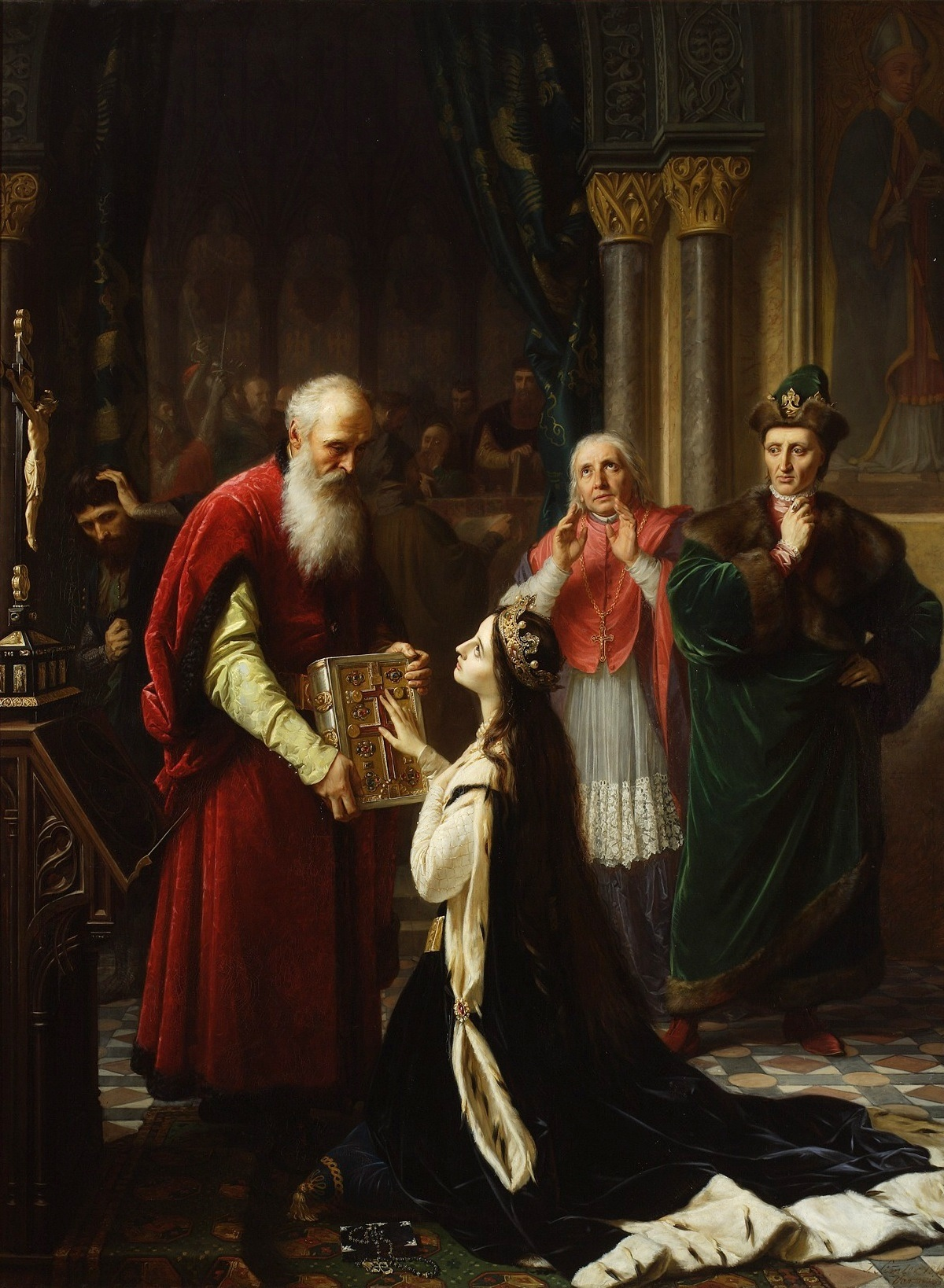
Hedvig királynő esküje (1867)

## Fordítás
- Ez a szócikk részben vagy egészben  a   Józef Simmler című angol Wikipédia-szócikk ezen változatának fordításán alapul.  Az eredeti cikk szerkesztőit annak laptörténete sorolja fel. Ez a jelzés csupán a megfogalmazás eredetét és a szerzői jogokat jelzi, nem szolgál a cikkben szereplő információk forrásmegjelöléseként.